# Логаритмична спирала
Логаритмична спирала е специален вид спирална крива, която често намира изражение в природата.
За първи път тази крива се споменава от Рене Декарт в кореспонденцията му до Марин Мерсен, през 1638 г. Независимо от него, през 1644 г. е изучена от Еванджелиста Торичели. Особено внимание върху изследване на свойствата ѝ обръща Якоб Бернули (1692), който я назовава „чудна спирала“ („spira mirabilis“). Свойствата на логаритмичната спирала толкова го поразяват, че той ѝ приписвал мистични качества и пожелал тя да бъде изсечена на надгробната му плоча, заедно с надписа „Eadem mutata resurgo“ („Променена, възкръсвам предишната“).
Причината за удивлението на Бернули и кодираното послание в думите му е в свойството на спиралата да е инвариантна по отношение на различни геометрични трансформации, свойство, което следва от формулата, с която кривата се задава в полярни координати:
{\displaystyle \rho =ae^{k\varphi }}
и което я сродява с логаритмите. Това става причина през 1704 г. Пиер де Вариньон да ѝ даде това име. Алтернативно, спиралата може да бъде зададена с {\displaystyle \varphi ={\frac {1}{b}}\ln {(r/a)}}. При означенията в двете формули параметърът k контролира колко „стегнато“ и в каква посока се върти спиралата: при k > 0 спиралата нараства с нарастване на {\displaystyle \varphi }, а при k < 0 с нарастване на {\displaystyle \varphi } тя се свива. Инвариантността на спиралата се изразява в това, че мащабирането ѝ не води до промяна в графиката, освен в ротация. Мащабиране с коефициент {\displaystyle b^{2\pi }} се изразява в графика на съвършено същата логаритмична спирала, без ротацията.
Като всеки вид спирала, логаритмичната е трансцендентна равнинна крива, а по класификацията на спиралите, попада в класа на псевдоспиралите.
Полюсът на спиралата играе роля на нейна асимптотична точка, понеже числото е, повдигнато на никоя степен не може да даде 0. Дължината на дъгата между две точки от логаритмичната спирала с координати {\displaystyle (\rho _{1},\varphi _{1}),(\rho _{2},\varphi _{2})} e {\displaystyle L={\frac {\sqrt {1+k^{2}}}{k}}(\rho _{2}-\rho _{1})}. Дължината от точка с координати {\displaystyle (\rho ,\varphi )} до полюса е {\displaystyle L={\frac {\sqrt {1+k^{2}}}{k}}\rho }. Радиусът на кривината се изчислява по формулата {\displaystyle R=\rho {\sqrt {1+k^{2}}}}.
Но може би най-специфичното за спиралата е, че във всяка нейна точка радиус-векторът сключва с допирателната в тази точка постоянен ъгъл. За разлика от архимедовата спирала, при която разстоянията между намотките са равни на постоянно число, при логаритмичната спирала тези разстояния нарастват в геометрична прогресия. Константен е ъгълът {\displaystyle \theta }, под който логаритмичната спирала се развива, което е причината тази крива да е известна и като „спирала на растежа“. Този ъгъл може да се изчисли в радиани като {\displaystyle \theta =\arctan {\frac {1}{\ln b}}}.

## В природата и техниката
Поразително е колко често логаритмичната спирала намира изражение в природните форми:
- ръкавите на спиралните галактики следват формата на логаритмични спирали,
- тропическите циклони (например ураганите) имат формата на логаритмична спирала,
- в биологията често се срещат структури, почти идентични с логаритмичната спирала: черупките на някои видове охлюви, паяжините, разположението на люспите на шишарките, разположението на семките по слънчогледовата пита, образувателната тъкан на съцветието на зелето романеско.

Логаритмичната спирала намира приложение и в техниката: използва се за профили на зъбни предавки и стругови ножове.
- Логаритмичната спирала в природата
- Спиралната галактика M51, NGC 5194
- Зона на ниско атмосферно налягане над Исландия
- Разрез на черупката на наутилус
- Слънчогледова пита
- Зеле романеско